# Accsys Technologies
Accsys Technologies is een innovatief houtbewerkingsbedrijf dat onderdeel uitmaakt van de Accsys Group. Het past een proces toe waarbij hout onder hoge druk en temperatuur wordt blootgesteld aan azijnzuuranhydride zodat het hout geacetyleerd wordt. Door deze chemische verduurzamingsreactie wordt vooral de levensduur verlengd. Verder wordt het hout iets zwaarder en harder, terwijl de sterkte slechts in beperkte mate terugloopt, omdat het hout niet te veel verwarmd wordt. De isolatiewaarde neemt juist iets toe omdat de cellen leeggespoeld worden.

## Activiteiten
Het bedrijf heeft twee eindproducten: Accoya (verduurzaamd hout) en Medite Tricoya (MDF platen van verduurzaamde vezels). Ze worden vooral gebruikt in de bouwsector. In het gebroken boekjaar 2018 verkocht het 42.676 m³ Accoya en 7328 m³ Medite Tricoya platen. In 2021 en 2022 werd zo'n 60.000 m³ Accoya verkocht. Daarnaast hoopt het bedrijf op inkomsten door licenties aan andere bedrijven.
Accsys heeft de Britse PLC-bedrijfsvorm. De aandelen staan sinds 2005 genoteerd aan de London Stock Exchange, maar vanaf 2007 ook aan de Amsterdamse Effectenbeurs.
In 2007 werd de eerste complete proeffabriek in Arnhem opgestart. De capaciteit van de fabriek in Arnhem werd stapsgewijs uitgebreid naar 80.000 m³ Accoya op jaarbasis (40.000 m³ - 60.000 m³ - 80.000 m³), waarbij de vierde reactor (tot 80.000 m³) operationeel werd in 2022. Een tweede fabriek in de Verenigde Staten kwam in september 2024 in bedrijf.

### Resultaten
Accsys heeft een gebroken boekjaar dat loopt tot en met 31 maart. In het boekjaar tot 31 maart 2023 leed het bedrijf een fors verlies vooral door een afboeking van € 86,0 miljoen op de Tricoya activiteiten, als gevolg van een herstructurering van de opzet voor de fabriek in Hull (zie onder).
| Jaar tot      | Omzet           | Nettoresultaat  |
| ------------- | --------------- | --------------- |
| 31 maart 2013 | € 18,8 miljoen  | € –11,0 miljoen |
| 31 maart 2014 | € 33,5 miljoen  | € –8,9 miljoen  |
| 31 maart 2015 | € 46,1 miljoen  | € –8,3 miljoen  |
| 31 maart 2016 | € 52,8 miljoen  | € –0,9 miljoen  |
| 31 maart 2017 | € 56,5 miljoen  | € –5,0 miljoen  |
| 31 maart 2018 | € 60,9 miljoen  | € –10,2 miljoen |
| 31 maart 2019 | € 75,2 miljoen  | € –6,9 miljoen  |
| 31 maart 2020 | € 94,1 miljoen  | € 0,9 miljoen   |
| 31 maart 2021 | € 99,8 miljoen  | € –0,9 miljoen  |
| 31 maart 2022 | € 120,9 miljoen | € 0,7 miljoen   |
| 31 maart 2023 | € 162,0 miljoen | € –69,9 miljoen |
| 31 maart 2024 | € 136,2 miljoen | € −17,9 miljoen |

## Geschiedenis
In Arnhem opende houtbewerker Titan Wood de eerste hout-acetyleerfabriek ter wereld. Hier wordt hout behandeld met azijnzuuranhydride, waardoor het verduurzaamd is en qua weerbestendigheid vergelijkbaar is met tropisch hardhout. Het product werd onder de naam Accoya (voornamelijk gebaseerd op grenenhout), op de markt gebracht als een milieuvriendelijker alternatief voor hardhout en kunststof.
Eind jaren negentig werd hier een onderzoekscentrum opgezet door de Stichting Hout Research. Het onderzoekscentrum werd in 2003 overgenomen door de Britse beursgenoteerde investeerder Accsys Technologies, gespecialiseerd in de ontwikkeling van nieuwe, veelal milieuvriendelijke technologieën. Accsys wist het proces rendabel te maken dankzij hun ervaring met de acetylering van cellulose en de mogelijkheid het azijnzuur weer te recyclen tot de grondstof azijnzuuranhydride. Het acetyleringsproces was al bekend in de jaren twintig van de 20e eeuw.
Naast de investering in de proeffabriek in Arnhem wilde Accsys ook licenties gaan verstrekken. In 2007 had het drie opties op licenties verleend, aan BSW Timber, de Duitse houtimporteur Roggeman en Skanfore, een houtbedrijf in de Verenigde Arabische Emiraten. Later was er verdere interesse, maar er werd nooit daadwerkelijk iets in licentie geproduceerd.
Het bedrijf heeft ook succesvol geëxperimenteerd met het acetyleren van houtvezels, voor duurzaam houtvezelplaat (mdf, merknaam Tricoya). Specifiek hiervoor werd een fabriek in Hull gepland (voor de helft eigendom van Accsys). De bouw van deze tweede fabriek liep voortdurend achterstanden op. In november 2022 werd de afbouw stilgelegd (in principe voor zes maanden) totdat de prijzen van gas en azijnzuur weer genormaliseerd zou zijn; tegelijkertijd werd Accsys volledig eigenaar van de fabriek (er werd betaald in aandelen). In november 2023 werd bekend gemaakt dat vroeg in 2024 een besluit genomen zou worden over het vervolg. In september 2024 volgde het besluit de fabriek niet af te bouwen. Dit besluit leidde tot eenmalige kosten van € 3,9 miljoen en een eenmalige bijzondere afschrijving van € 18 miljoen.
Een derde fabriek werd gepland in Tennessee, in samenwerking met Eastman Chemical Company die een belang van 40% nam. Deze fabriek staat naast die van Eastman en heeft een initiële capaciteit van zo'n 40.000 m³ per jaar, maar is relatief eenvoudig uit te breiden. Om dit te bekostigen gaf Accsys in mei 2021 voor meer dan € 30 miljoen aan nieuwe aandelen uit. In november 2023 besloot Accsys nog eens € 22 miljoen in deze fabriek te investeren (deels vanwege de oplopende inflatie), een bedrag opgehaald door onderhandse plaatsing van weer nieuw aandelen plus converteerbare obligaties. In september 2024 werd gemeld dat de fabriek in productie genomen was.
Het plan, anno 2025, is om te groeien naar een jaarproductie van 120,000m³ aan het einde van het (gebroken) boekjaar 2030. Dit zonder verder kapitaal van buiten aan te trekken.